# Megalothorax
Genre
Megalothorax est un genre de collemboles de la famille des Neelidae.

## Liste des espèces
Selon Checklist of the Collembola of the World (version du 11 août 2019) :
- Megalothorax albus (Maynard, 1951)
- Megalothorax aquaticus Stach, 1951
- Megalothorax australis Delamare Deboutteville & Massoud, 1963
- Megalothorax boneti Stach, 1960
- Megalothorax carpaticus Papác & Kovác, 2013
- Megalothorax draco Papác & Kovác, 2013
- Megalothorax gabonensis Massoud & Vannier, 1965
- Megalothorax granulosus Schneider & D'Haese, 2013
- Megalothorax hipmani Papác & Kovác, 2013
- Megalothorax incertus Börner, 1903
- Megalothorax interruptus Hüther, 1967
- Megalothorax laevis Denis, 1948
- Megalothorax massoudi Deharveng, 1978
- Megalothorax minimus Willem, 1900
- Megalothorax nigropunctatus Schneider & D'Haese, 2013
- Megalothorax perspicillum Schneider & D'Haese, 2013
- Megalothorax piloli Christiansen & Bellinger, 1992
- Megalothorax poki Christiansen & Bellinger, 1992
- Megalothorax potapovi Schneider, Porco & Deharveng, 2016
- Megalothorax rapoporti Salmon, 1964
- Megalothorax rubidus Salmon, 1946
- Megalothorax sanctistephani Christian, 1998
- Megalothorax sanguineus Schneider, Porco & Deharveng, 2016
- Megalothorax subtristani Delamare Deboutteville, 1950
- Megalothorax svalbardensis Schneider & D'Haese, 2013
- Megalothorax tatrensis Papác & Kovác, 2013
- Megalothorax tristani Denis, 1933
- Megalothorax tuberculatus Deharveng & Beruete, 1993
- Megalothorax willemi Schneider & D'Haese, 2013

## Publication originale
- Willem, 1900 : Un type nouveau de Sminthuride : Megalothorax. Annales de la Société entomologique de Belgique, vol. 44, p. 7-10 (texte intégral).